# Chlorochlamys hesperia
Chlorochlamys hesperia là một loài bướm đêm trong họ Geometridae.